# خوان غونزاليس غوالبيرتو
خوان غونزاليس غوالبيرتو (بالإسبانية: Juan Gualberto González) (و. 1851 – 1912 م) هو سياسي من باراغواي ولد في أسونسيون.
تولى منصب رئيس الباراغواي .وهو عضو في حزب كولورادو .